# Coudehard
Coudehard är en kommun i departementet Orne i regionen Normandie i nordvästra Frankrike. Kommunen ligger i kantonen Trun som tillhör arrondissementet Argentan. År 2022 hade Coudehard 78 invånare.

## Befolkningsutveckling
Antalet invånare i kommunen Coudehard
| Referens: INSEE |